# 苫小牧社会人サッカーリーグ
苫小牧社会人サッカーリーグ（とまこまいしゃかいじんサッカーリーグ）とは、全国の各都道府県にあるサッカーの都道府県リーグの下部の支部リーグのひとつ。北海道苫小牧地区のクラブチームが参加するリーグである。

## 概要・レギュレーション
2025年度の苫小牧社会人サッカーリーグは全3部の構成となっている。
- 1部 : 6チーム 2回戦総当たり方式[2]
- 2部 : 6チーム 2回戦総当たり方式[3]
- 3部 : 6チーム 2回戦総当たり方式[4]

道南ブロックリーグからの降格やチームの新規参入、解散などによってチーム数が増減する。

### 昇格・降格に関して
- 1部リーグ優勝チームは道南ブロックリーグに参加している苫小牧地区2チームのうち下位チームとの入れ替え戦で勝利すれば昇格となる。[注 1]

## 参加クラブ（2025年）

### 1部リーグ
- 渡部工業リバーサイドFC
- FCフォルテ
- 静内FC
- リベルタ・アルマ
- 串と肴まる人サッカー部
- 様似サッカークラブ

### 2部リーグ
- FCエルボノス
- 蹴球少年
- TM97
- 苫小牧港開発
- ダイナックスFC
- 共同備蓄

### 3部リーグ
- HOPE
- トヨタ蹴遊会
- FC苫小牧中央
- 浦河FC
- マグリンド ※新規参入
- U.N.SC ※新規参入

出典 : 